# 罗伯特·杜瓦诺
罗伯特·杜瓦诺（Robert Doisneau，1912年4月14日—1994年4月1日），法国平民摄影家，与亨利·卡蒂尔-布雷松并称为一代摄影大师。两人的摄影都以纪实为主，但风格却不尽相同。布列松经常出游，作品比较深沉严肃，关心各地民族疾苦；杜瓦诺则一生只以他所居住的巴黎为创作基地，喜欢在平民百姓的日常生活中抓取幽默风趣的瞬间。
杜瓦诺最為人知的作品是他在1950年發表的名為《市政廳前之吻》（法語：Le baiser de l'hôtel de ville）的照片。1984年，杜瓦诺獲得法国荣誉军团勋章（Légion d'honneur）。

## 早年

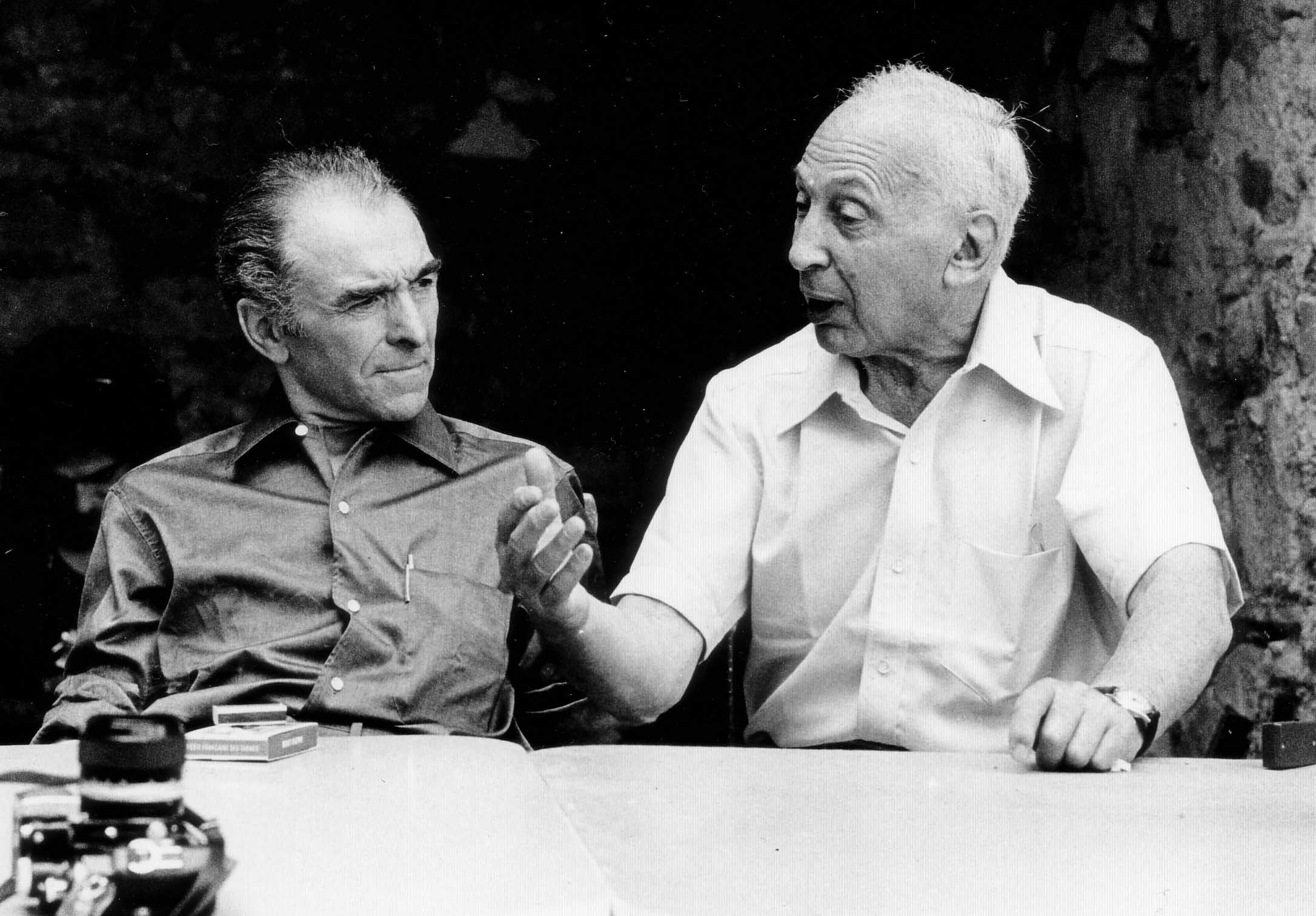
罗伯特·杜瓦诺（左）与安德烈·柯特茲在一起（1975年）

罗伯特·杜瓦诺1912年出生在瓦勒德马恩省让蒂伊（Gentilly），父亲是一位管道工。在杜瓦诺大约4岁的时候，父亲在第一次世界大战中身亡，在他7岁的时候母亲也去世了，接着由一个没有爱心的阿姨抚养。
13岁的时候就读巴黎高等埃蒂安纳艺术学院，他在1929年毕业，取得雕刻和光刻工艺文凭。在这里，他第一次接触艺术，人物画和静物类。
16岁时，他爱好业余摄影，但据说很害羞，开始的时候只拍摄鹅卵石，後来慢慢发展到儿童，再到成人。

## 个人生活
1936年，杜瓦诺与皮耶雷特·绍迈松（Pierrette Chaumaison）结婚。他们在1934年相識，当时绍迈松骑车通过一座村庄，而杜瓦诺正在那里度假。婚後，两人育有两个女儿，安妮特（Annette，1942年生）和弗朗辛（Francine，1947年生）。安妮特从1979年一直担任他的助手直至他去世。

## 著名作品
1950年，他创造了他生命中最为人知名的作品（市政厅前之吻），这是一张在巴黎繁忙街头一对情侣热情亲吻的照片，它成为巴黎年轻人爱情国际公认的符号，但情侣的身份一直是个谜。直至1992年，有两人Jean和Denise约见杜瓦诺和Annette出来吃午餐，并声称自己正是照片中亲吻的情侣，由于杜瓦诺“不希望打破他们的梦想”，所以没有说什么。这样的结果是那两人指控杜瓦诺侵犯肖像权，把他告上法庭，理由是“在不知情的情况下使用他们的照片”。杜瓦诺被迫在庭上承认照片中的人是Françoise Delbart和Jacques Carteaud，他当时看到恋人接吻，但一开始并没能成功地拍摄，他走到他们身边并询问能否重复一次姿势後，完成拍摄。最後他打赢了官司。

## 年表
- 1925至1929年，学习石印刻版。
- 1930年，草拟在Ulman的讲习班。
- 1931年，任安德烈·维格纽的助手。
- 1932年，卖出第一套由跳蚤市场照片组成的图片故事。
- 1934年至1938年，在雷诺车厂担任工业摄影师。
- 1939年：因经常迟到而被辞退，成为独立摄影师。认识拉复图片社奠基人查理斯-拉多，并得到第一个采访任务，但因第二次世界大战爆发而未能完成。
- 1942年，与马克西兰·伏克斯相识，为他的科学著作拍摄插图。
- 1946年，参加馬格蘭攝影通訊社，认识了包括亨利·卡蒂尔-布雷松在内的一批摄影名家。
- 1951年，在纽约现代艺术博物馆举办法国摄蛸四人展。另三人是布拉赛、维利·罗尼和依捷斯（Izis Bidermanas）。这意味着杜瓦诺获得了国际性的认可。
- 1956年，获涅普斯摄影奖（Niépce Prize）。
- 1960年，在美国洛杉矶和好莱坞摄影采访，作品在芝加哥现代艺术博物馆展出。
- 1968年，到苏联摄影采访。法國國家圖書館举办杜瓦诺个人影展。
- 1972年，作品在纽约喬治·伊士曼馆展出。莫斯科法国大使馆同时展出他的作品。
- 1973年，拍摄了一部叫《罗伯特·杜瓦诺在巴黎》的电影短片。
- 1979年，杜瓦生平回顾展在巴黎现代艺术博物馆展出。导演F-莫斯科维兹拍一部有关三位摄影家的电影，杜瓦诺是其中之一。另二人让洛浦·西埃夫（Loup Sieff）和布鲁诺·巴尔贝。
- 1981年，作品在纽约威特金画廊（Witkin Gallery）展出。
- 1983年，获国家摄影大奖。4月，在中国内地举行个人展览。
- 1986年，获巴尔扎克奖；个人摄影在巴黎展出，并出版作品影集。
- 1994年4月1日，因急性胰腺炎逝世，享年81岁。